# Округ Гонзалес (Тексас)
Округ Гонзалес (енгл. Gonzales County) је округ у америчкој савезној држави Тексас. По попису из 2010. године број становника је 19.807.

## Демографија
Према попису становништва из 2010. у округу је живело 19.807 становника, што је 1.179 (6,3%) становника више него 2000. године.
| Група             | 2000.         | 2010.         |
| Белци             | 9.539 (51,2%) | 8.836 (44,6%) |
| Афроамериканци    | 1.563 (8,4%)  | 1.468 (7,4%)  |
| Азијати           | 49 (0,3%)     | 78 (0,4%)     |
| Хиспаноамериканци | 7.381 (39,6%) | 9.353 (47,2%) |
| Укупно            | 18.628        | 19.807        |